# Chiesa di Santa Maria Maggiore (Tramonti di Sotto)
La chiesa di Santa Maria Maggiore è la parrocchiale di Tramonti di Sotto, in provincia di Pordenone e diocesi di Concordia-Pordenone; fa parte della forania di Maniago.

## Storia
Sembra che la primitiva chiesa di Tramonti di Sotto sia sorta tra i secoli XI e XII; probabilmente sotto il pavimento della chiesa si trovano le fondazioni di questo antico edificio.
La prima citazione della pieve tramontina risale al 1186 ed è da ricercare in una bolla di papa Urbano III.
L'attuale parrocchiale venne costruita tra la fine del XV secolo e l'inizio del XVI; nel XVII secolo la neve che s'era accumulata durante una nevicata distrusse il tetto dell'edificio, che dovette essere sottoposto ad un intervento di ripristino.
Al termine del XIX secolo si pensò di edificare una nuova parrocchiale. Il progetto, redatto da Giobatta Della Marina, fu modificato da Domenico Rupolo e la posa della prima pietra dell'erigenda chiesa venne posta nel 1904, ma nel 1909, in seguito alla nomina di un nuovo parroco, i lavori si interruppero, per poi non essere mai più ripresi.
Nel 1950 il pavimento venne rifatto e la chiesa fu ristrutturata in seguito al terremoto del Friuli del 1976.

## Descrizione

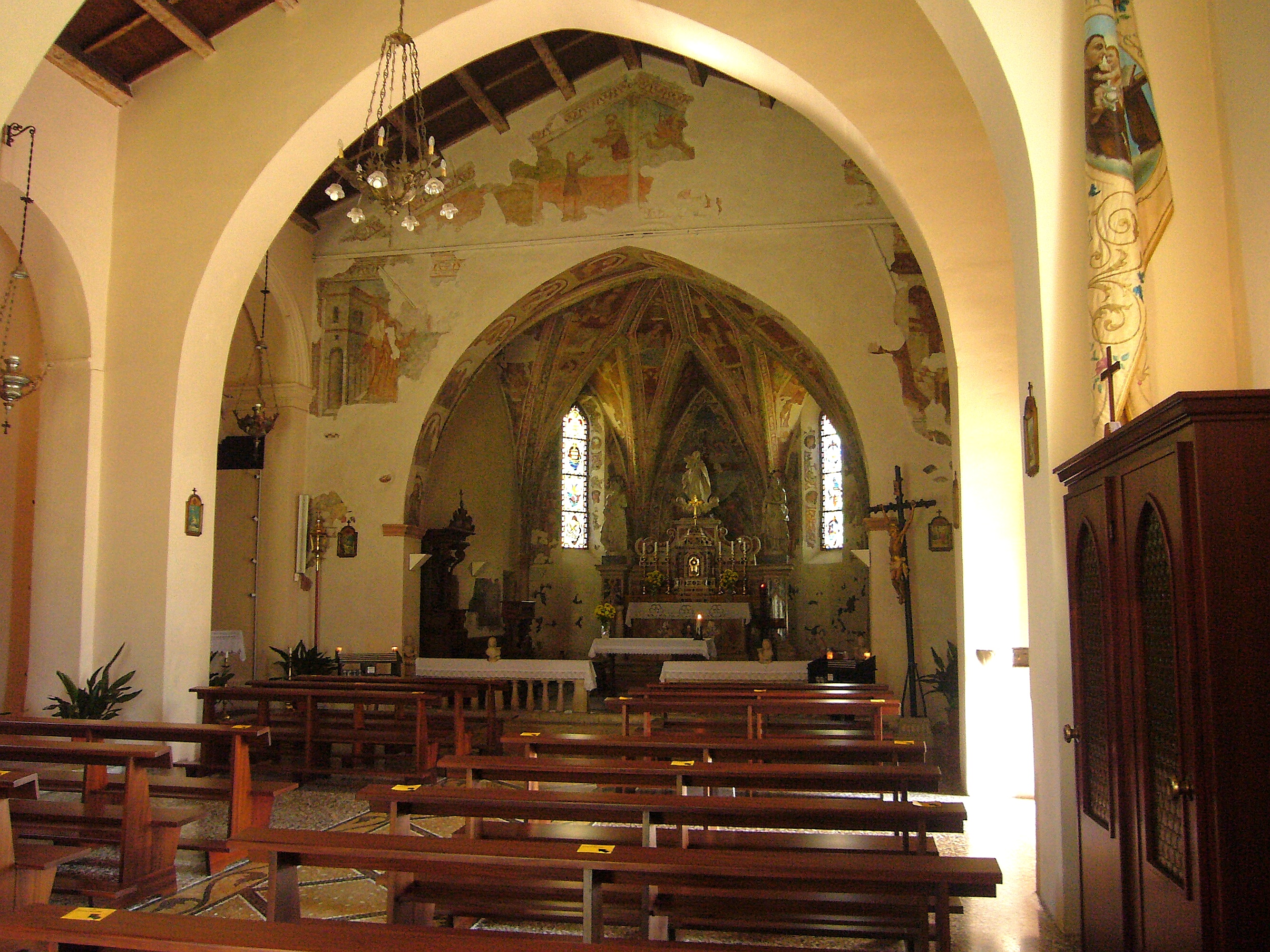
L'interno

La facciata della chiesa presenta il portale architravato, sopra il quale si apre una finestra circolare; l'interno è ad un'unica navata e presenta dei contrafforti costruiti verso il 1660 in seguito al crollo del tetto.
Opere di pregio qui conservate sono gli affreschi raffiguranti l'Annunciazione, il Sacrificio di Caino, Dodici figure di profeti e patriarchi, le Sante Martiri con l'emblema del loro martirio, i Quattro Evangelisti, i Dottori della Chiesa, Cristo Re che incorona la Vergine Assunta e la Crocefissione, eseguiti da Giampietro da Spilimbergo e restaurati da Gino Marchetot nel 1953, l'altare maggiore in marmi policromi, costruito nel 1692, presso il quale sono collocate le statue ritraenti la Vergine Assunta e i santi Giuseppe e Maria Maddalena, realizzate nel 1741 da Giovanni Battista Bettini, e l'altare laterale di San Giovanni, opera del 1777 dei pinzanesi Silvestro e Giuseppe Comici.